# Sporting club mazamétain
El Sporting club mazamétain, és un club de rugbi francès ubicat en Mazamet. En l'actualitat juga en la Fédérale 2.